# Bruce Yandle
Bruce Yandle (12 de agosto de 1933) é um economista estadunidense. Sua área de estudos é a teoria da escolha pública.

## Teoria de Yandle
Foi ele quem cunhou o conceito de "contrabandistas e batistas", para descrever como interesses éticos e econômicos de grupos de interesse que normalmente se opõem uns aos outros se unem em prol de um objetivo comum. Por exemplo: Durante a Lei Seca americana, pastores batistas, contrabandistas e produtores de bebidas alcoólicas queriam que o álcool permanecesse ilegal. Os batistas defendiam a proibição por motivos religiosos. Já os contrabandistas, porque isso lhes garantiria o monopólio do mercado negro, altamente lucrativo.
Desta forma, em relação a criminalização da venda de drogas, segundo a teoria de Yandle, os "batistas" são aqueles que acreditam que a maconha é ruim. Já os "contrabandistas" são os criminosos que lucram com drogas ilícitas, bem como qualquer outro que tenha um interesse econômico nas leis antidrogas, como os burocratas que recebem salários para fazer as leis serem cumpridas.

## Prêmios e Honrarias
- 2012 - Adam Smith Award[2]
- 2016 - Julian L. Simon Memorial Award[3]

## Publicações
- Bootleggers and Baptists: How Economic Forces and Moral Persuasion Interact to Shape Regulatory Politics ISBN 978-1939709363
- Taking the Environment Seriously ISBN 978-0847680542
- The Political Limits of Environmental Regulation: Tracking the Unicorn ISBN 978-0899304311
- Land Rights ISBN 978-0847680290
- Common Law and Common Sense for the Environment ISBN 978-0847686735
- Regulation by Litigation ISBN 978-0300120028